# Старохалилово (Оренбургская область)
Старохалилово— деревня в  Гайском городском округе Оренбургской области.

## География
Находится на расстоянии примерно 21 километр по прямой на запад-юго-запад от окружного центра города Гай.

## Климат
Климат резко выраженный континентальный. Основные черты климата: холодная суровая зима, жаркое сухое лето, неустойчивость и недостаточность атмосферных осадков. Абсолютный минимум температуры – минус 44 градуса по Цельсию. Лето жаркое, максимальная температура воздуха достигает плюс 40 градусов по Цельсию. Одна из особенностей климата– наличие большого числа дней в году с ветрами (до 275 суток) и наличие суховеев (преимущественно юго-западные ветры). Среднегодовое количество осадков составляет 220-300мм. Снежный покров устанавливается в середине ноября и исчезает в конце апреля. Глубина промерзания грунт – 2-2,5м.

## История
Деревня основана в середине XIX века. Первоначальное название Байказак , позже Халилово. В советские времена работали колхозы «Губерля», «Труд», «Новая жизнь», им.Шевченко и  совхозы «Новокиевский» и «Воронежский» . До 2016 года входила в состав Халиловского сельсовета Гайского района,  после реорганизации обоих муниципальных образований входит в состав Гайского городского округа.

## Население
Постоянное население составляло 334 человек в 2002 году (башкиры 90%) ,  315 в 2010 году.